# Магазин Зингера
Здание магазина Зингера — одноэтажное каменное здание конца XIX века постройки, расположенное в городе Тотьма Вологодской области. Памятник архитектуры регионального значения. В настоящее время строение отремонтировано и используется в качестве предприятия розничной торговли. Адрес: Белоусовская улица, дом № 28.

## История
Одноэтажное каменное строение было возведено на рубеже XIX и XX веков. С 1979 года является объектом культурного наследия регионального значения.
В начале XX века строение было приспособлено под каменную лавку Аграфены Кузнецовой, в которой шла торговля швейными машинами компании «Зингер».

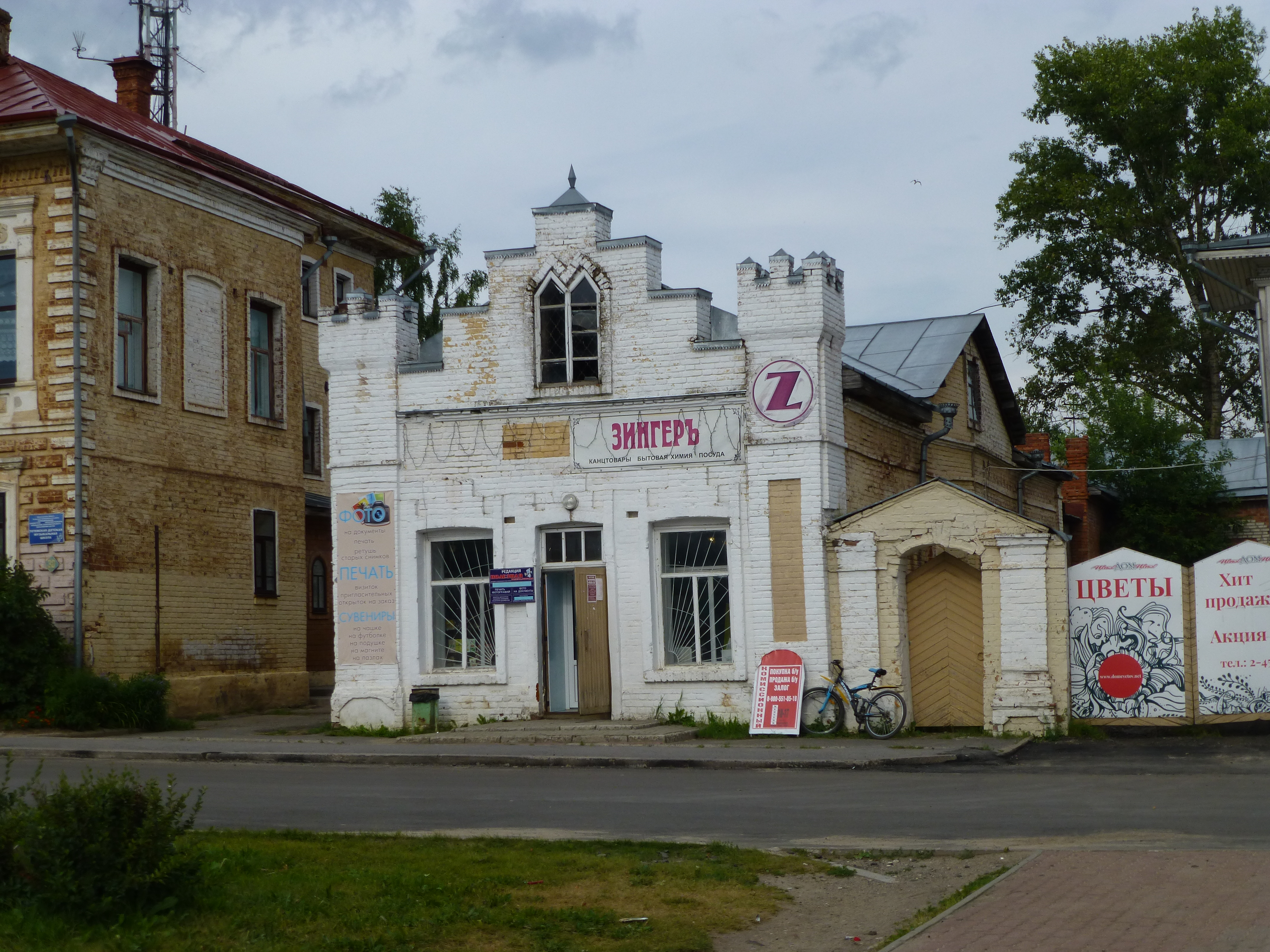
Вид с площади

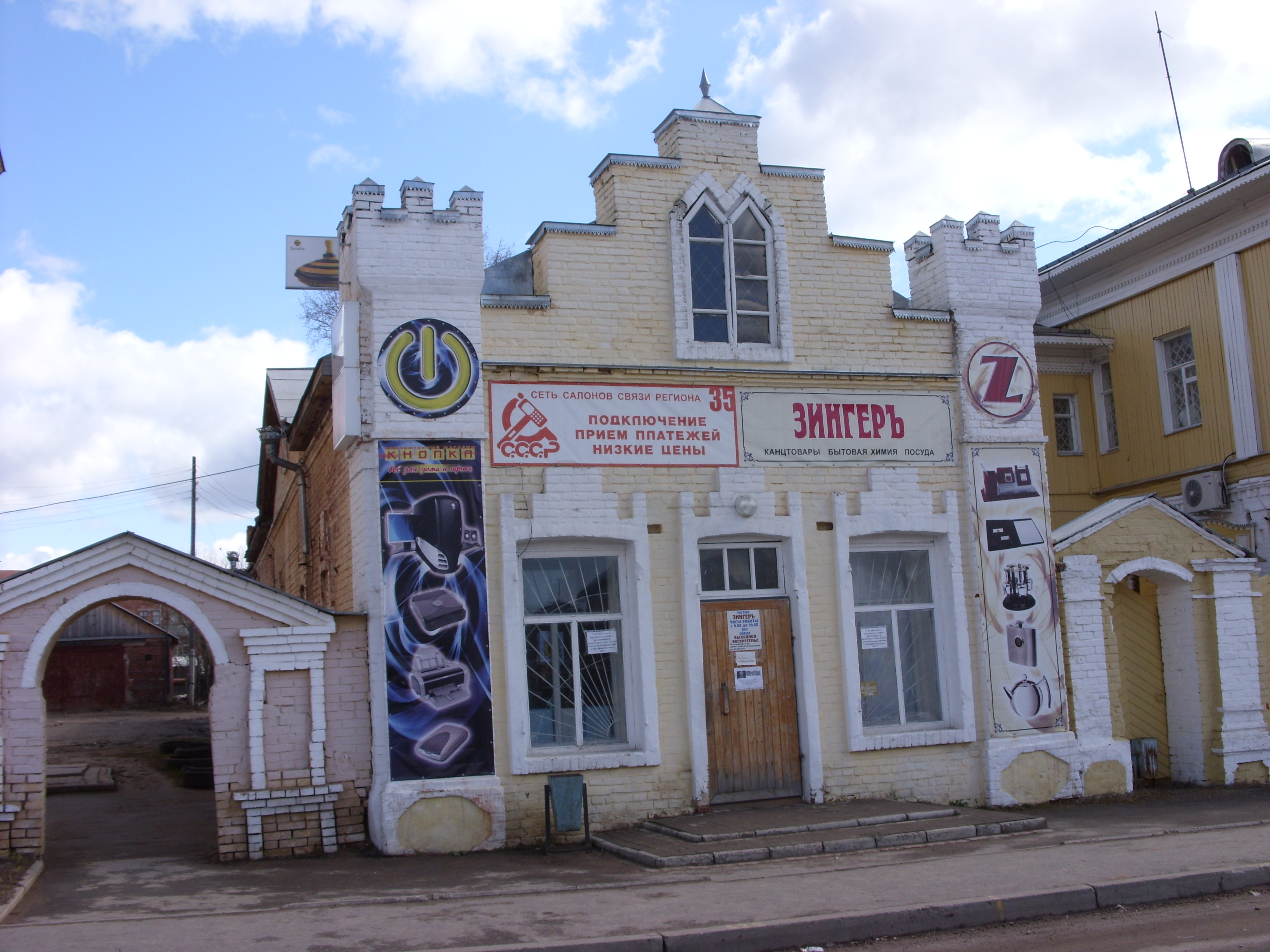
Вид на фасад

## Архитектура
Одноэтажное здание представляет собой вытянутую с востока на запад постройку, которая главным торцовым фасадом обращено на бывшую торговую площадь города.
Внутренняя перегородка разделяет здание на две половины — уличную и дворовую, которые сообщаются между собой через дверной проём. Главный вход в строение размещается со стороны торговой площади. В дворовую часть можно попасть через ворота в северной стене.
Здание имеет балочное перекрытие. Дверные и оконные перемычки лучковые. В уличной части полы дощатые по балкам и лагам, в дворовой сделаны из цемента. Скатная крыша сооружена по деревянным стропилам и обрешетке.
Фасады магазина выполнены в романтическом стиле. Ступенчатый фронтон украшает главный фасад. Окно со сдвоенным стрельчатым архивольтом размещено в тимпане фронтона, оно освещает чердак. Фриза в один кирпич отделяет фронтон от стены. Окна и дверь главного фасада обрамлены наличниками, завершенными ступенчатыми фронтонами. Ниши боковых фасадов также обустроены рамочными наличниками. Широкие лопатки с прямоугольными филенками украшают углы фасада, выходящие на площадь, они плавно переходят в декоративные башенки с зубцами. Боковые фасады имеют треугольные фронтоны с прямоугольным окном в тимпане. Кирпичные карнизы завершают стены боковых фасадов. Последние обломы этих стен исполнены из досок.
Первоначальный декор интерьера да наших дней не сохранился. Фундамент здания сооружён из бутового камня. Габариты строения растянулись на ширину 8 м и по боковому фасаду в длину на 19,5 м.

## Современное состояние
В настоящее время здание используется для предприятий розничной торговли, в котором сменяя друг друга продолжают арендовать помещение и работать различные предприниматели Тотьмы.

## Документы
Решение от 16.03.1979 г. № 180 г. Вологда. «О мерах по улучшению охраны и использования памятников истории и культуры г. Тотьмы».